# La Clerecía (Salamanca)
La Clerecía es el nombre que recibe el edificio del antiguo Real Colegio del Espíritu Santo (o Santo Espíritu) de la Compañía de Jesús, construido en Salamanca entre los siglos XVII y XVIII. Es de estilo barroco. Se diferencia el colegio, con un interesante claustro, y la iglesia, con una impresionante fachada de tres cuerpos. El nombre de Clerecía se debe a una denominación abreviada de su pertenencia a la Real Clerecía de San Marcos tras la expulsión de los jesuitas de España.

## Historia
Las obras comenzaron en 1617 bajo la protección de Margarita de Austria, esposa de Felipe III, al parecer como acto de desagravio a la orden por la prisión sufrida por su fundador, Ignacio de Loyola, por la Inquisición en la torre mocha de la catedral de Salamanca. Finalizándose en 1754.
La planta general del edificio es obra de Juan Gómez de Mora.
Tras la expulsión de los Jesuitas de España, decretada por Carlos III mediante la Pragmática Sanción de 1767, se entregó el edificio a la Real Clerecía de San Marcos, con sede en la iglesia de San Marcos. Ésta, posteriormente cedió el edificio (salvo el templo) a la Diócesis de Salamanca, la cual instaló en él el Seminario de San Carlos.
En 1940, se crea la Universidad Pontificia de Salamanca, instituida por el papa Pío XII, y la Diócesis le entrega el edificio como sede. Pese a que en esa entrega no se incluía el templo del Espíritu Santo, la Universidad Pontificia suprimió el culto en él desde septiembre de 2012 para poder ser explotado turísticamente. Solo se permiten celebrar bodas de antiguos alumnos y personas vinculadas con la Universidad Pontificia.

## Arte y arquitectura

### La iglesia

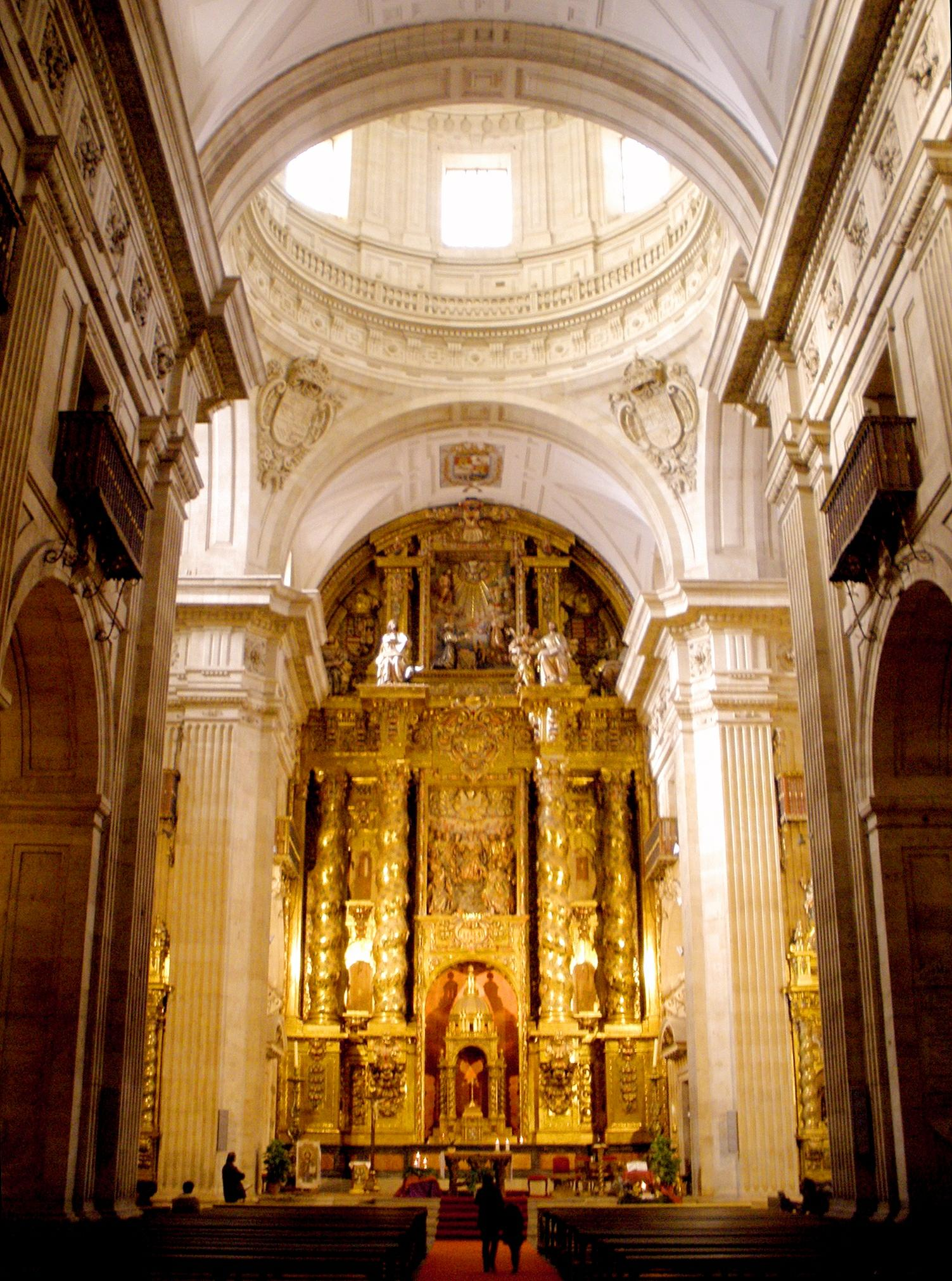
Nave central y cabecera

Presenta fachada monumental con tres cuerpos. 
El primer cuerpo presenta grandes semicolumnas corintias custodiando las tres puertas de entrada. Sobre las dos laterales aparecen escudos de España y sobre la central una hornacina con la imagen de San Ignacio de Loyola, tras la expulsión de los jesuitas se colocó un león de piedra a los pies de la imagen, que pasó a representar así a San Marcos. El segundo cuerpo muestra dos óvalos con decoración barroca en las calles laterales y un gran ventanal en la central cuya luz tuvo que ser reducida debido al peso de los cuerpos superiores. El diseño de ambos cuerpos se debe al Padre Mato, arquitecto jesuita. 
El tercer cuerpo es obra de Andrés García de Quiñones, que construyó las torres siguiendo el modelo proyectado inicialmente para el edificio del Ayuntamiento en la Plaza Mayor y espadaña central con un relieve de la Venida del Espíritu Santo, y esculturas de la Virgen y los reyes fundadores.
El interior de la iglesia es de una sola nave con capillas entre contrafuertes, siguiendo el esquema jesuítico de la romana iglesia de Il Gesú, con cuatro tramos y nave transversal ancha pero que no llega a sobresalir. La construcción está dominada por pilastras de orden toscano con reminiscencias escurialienses. Sobre las capillas laterales se abren balcones para uso de la Compañía. La gran cúpula que ilumina el interior es también obra del arquitecto jesuita Mato, teniendo la misma altura que la nave de la iglesia, 50 m, y reforzada en varias ocasiones debido a su magnitud. 
Las naves se cubren con bóvedas de lunetos con decoración de estuco.

### Retablo Mayor
El retablo de la capilla mayor es obra de Juan Fernández en 1673 con esculturas de Juan Rodríguez. 
Presenta tres calles, separadas por cuatro columnas salomónicas de orden gigante adornadas con racimos de uvas, y tres cuerpos. En los dos primeros aparecen los Padres de la Iglesia en las calles laterales, San Gregorio, San Ambrosio, San Agustín y San Jerónimo. En la calle central un gran expositor inspirado en la cúpula de la iglesia y un relieve con el pasaje de Pentecostés. En el último cuerpo se sitúa un relieve de San Ignacio redactando los Ejercicios Espirituales inspirado por la Virgen en presencia de la Trinidad, flanqueado por los escudos de los reyes Felipe III y Margarita de Austria, y los cuatro evangelistas.
Las labores de dorado se finalizaron en 1760.

### La Sacristía
Se sitúa tras el altar mayor, siendo una sala rectangular con una longitud equivalente al ancho de la nave principal. Se cubre con bóveda de cañón con lunetos, de cinco tramos decorados con pinturas. 

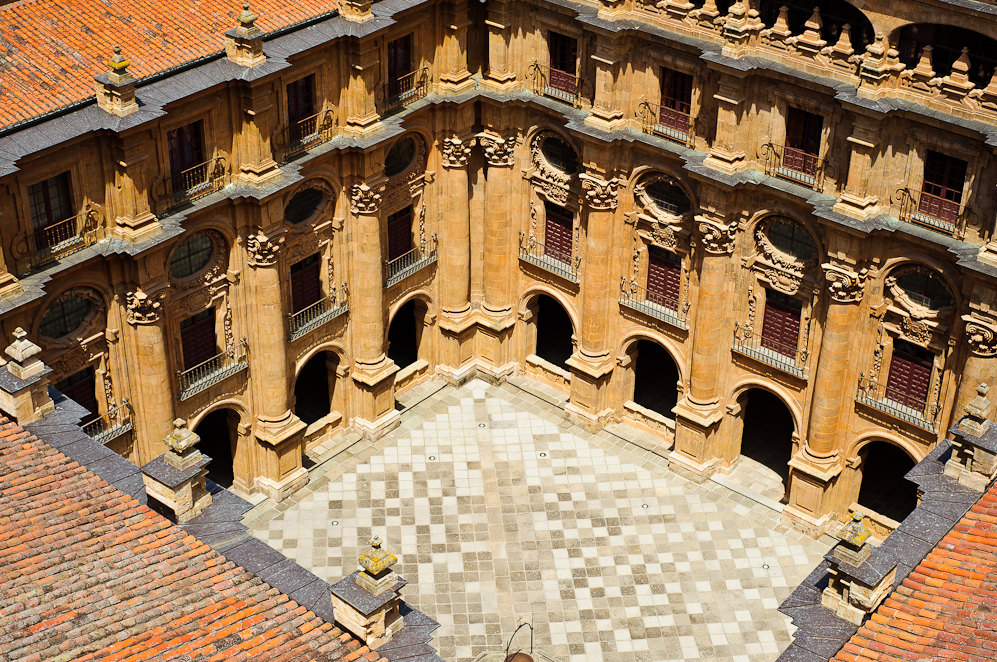
Patio de los Estudios

En el testero de la sacristía un retablo hornacina recubierto por recuadros de espejo organizado a modo de arco triunfal en cuyos lados unos ángeles sobre rocallas muestran los atributos de la Pasión. Sobre el entablamento hay un crucifijo de marfil flanqueado por ángeles y coronado por escudo oval con el anagrama JHS timbrado con corona real. Este retablo tenía por objeto resguardar la imagen de Jesús Flagelado, que situada sobre un sagrario pedestal, mostraba las heridas de la espalda a través del juego de espejos, en el momento en que Cristo recoge sus ropas tras la flagelación, pensada expresamente para la sacristía al ser el lugar donde el sacerdote se revestía para las ceremonias litúrgicas. La escultura es obra de Luis Salvador Carmona.
Al convertirse la sacristía en Aula Minor de la Universidad Pontificia la imagen se trasladó a una de las capillas laterales de la iglesia.

### Patio de los Estudios
Obra también de Andrés García de Quiñones presenta un espacio más cercano al patio de un palacio real que al claustro de un edificio religioso. Los dos primeros cuerpos se dividen por semicolumnas de orden compuesto, con galería de arcos en la planta baja y balcones coronados por óculos en la primera, a la que se accede desde la calle y la iglesia. En el tercer piso balcones entre pilastras planas.
La planta principal del claustro está decorada con 28 lienzos, narrando la vida de San Ignacio desde la batalla de Pamplona hasta su muerte, encargados por la Compañía de Jesús al napolitano Sebastiano Conca.

## Instituciones

### Universidad Pontificia de Salamanca
Universidad de carácter privado fundada en 1940.

### Cofradías y hermandades
Tienen su sede en la iglesia del colegio varias Hermandades Penitenciales que paticipan en la Semana Santa salmantina:
- La Hermandad Universitaria del Stmo. Cristo de la Luz y Ntra. Sra. Madre de la Sabiduría. Fundada en 1948.

- La Hermandad de N.P. Jesús Flagelado y Nuestra Señora de las Lágrimas. Fundada en 1948, aunque con orígenes en 1913.